# Ecoturismo con lupa

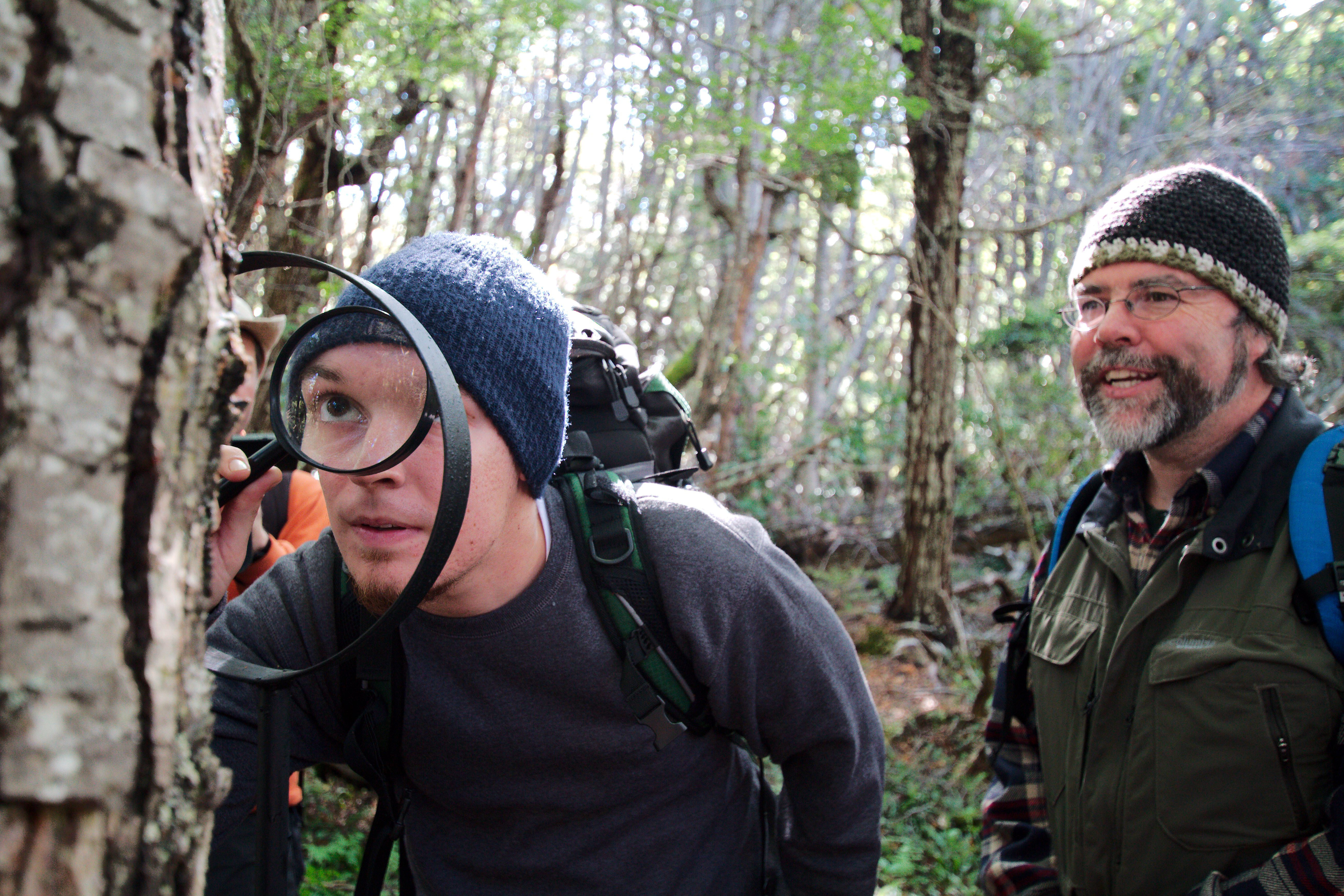
Ecoturismo con Lupa en el Parque Omora

Ecoturismo con lupa es un término acuñado por el Dr. Ricardo Rozzi y sus colegas para referirse a un especial nuevo turismo, que es promovido en la reserva de la biósfera del Cabo de Hornos. Dando la posibilidad de descubrir la diversidad excepcional de musgos, líquenes y hepáticas en el archipiélago (el 5% del total mundial), Rozzi ha invitado a los operadores del turismo para poner este lema en su ofrecimiento para la región y para aprovecharse de estos escaparates de promoción de la biodiversidad para la flora no-vascular.
En contrapartida, Rozzi y el Parque etnobotánico Omora han denominado metafóricamente a estas pequeñas comunidades vegetales el «Bosque en miniatura del Cabo de Hornos» para ayudar a entender a un sector más amplio de la sociedad el papel ecológico que juegan estos minúsculos pero diversos y abundantes organismos. 
El "Ecoturismo con una lupa" ha sido ligado a un ritual de veneración a la Naturaleza por el etnógrafo Bron Taylor en su libro Dark Green Religion.

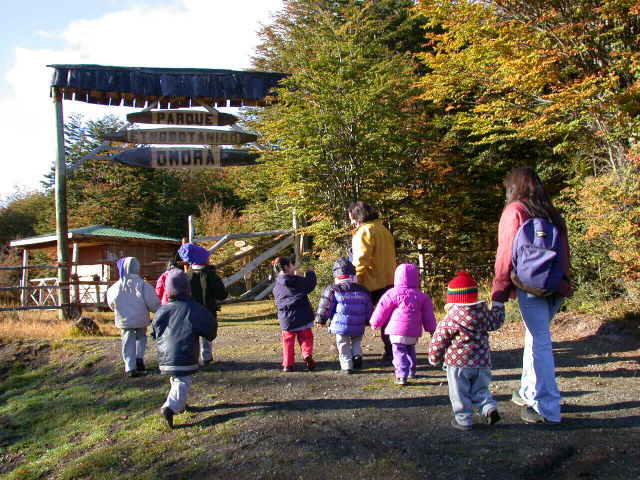
Grupo de escolares entrando al Parque etnobotánico Omora.

## Videos
- Viaje Invisible. Ecoturismo con Lupa
- Parque Omora: Laboratorio Natural by TVN - CONICYT - CABALA
- La Medida de Omora by Claudia Esslinger en Vimeo
- La Medida de Omora y Los Cabos de Hornos by Claudia Esslinger en Vimeo
- Field Environmental Philosophy /Filosofía Ambiental de Campo: El Retorno a la Madriguera (The Return to the Den) by Jaime Sepulveda en Vimeo
- Belleza de Pensar Cristian Warnken, Lorenzo Aillapán y Ricardo Rozzi
- Efecto Picaflor
- Efecto Picaflor sinopsis
- TV UMAG Ecotourism with a Hand Lens - Ecoturismo con Lupa
- TV UMAG Omora LA BIODIVERSIDAD
- TV UMAG Omora VALOR INTRINSECO
- TV UMAG Omora VALOR INSTRUMENTAL
- TV UMAG Omora Turismo sustentable Parque Cabo de Hornos
- TV UMAG Omora Guía Multi Etnica de Aves Subantarticas
- Naturaleza Pájaro, Bosque Nativo - Lorenzo Aillapan by Olaf Pena Pastene en Vimeo
- Naturaleza Pájaro, Bosque Nativo - Ricardo Rozzi by Olaf Pena Pastene en Vimeo

- Datos: Q7829240